# The Mark of Cain
The Mark of Cain is een Brits oorlogsdrama uit 2007 onder regie van Marc Munden. De titel verwijst naar een passage uit het Bijbelboek Genesis, waarin God een teken plaatst op het personage Kaïn nadat die zijn broer Abel heeft vermoord. Dit teken is een waarschuwing dat Kaïn niet uit wraak aangevallen mag worden, omdat de wreker anders de toorn van God zal ondergaan. The Mark of Cain won onder meer een BAFTA Award voor beste filmdrama en de Movies That Matter Award op het International Film Festival Rotterdam 2007.

## Verhaal

### Deel 1: Oorlog in Irak
In augustus 2003 worden Britse legertroepen naar Basra gestuurd om daar de vrede te bewaren ten tijde van de Irakoorlog. Mark 'Treacle' Tate (Gerard Kearns) en Shane Gulliver (Matthew McNulty) kennen elkaar sinds ze allebei twaalf jaar oud waren en behoren nu als dienstmakkers tot een groep onder leiding van korporaal Gant (Shaun Dooley). Met name Tate kan de steun van zijn vriend goed gebruiken, want hij is het mikpunt van de treiterijen van zijn strijdlustige troepgenoot Quealey (Leo Gregory), die de rustigere Tate een watje noemt en hem de bijnaam treacle ('stroop') geeft. Tate volgt niettemin gewoon zijn orders om de bevolking met respect te behandelen aangezien ze op vredesmissie zijn. De militairen worden ervoor gewaarschuwd dat een ieder die nodeloos iemand doodt of mishandelt het ethische 'teken van Kaïn' zal dragen.
De groep Britten zijn in een gebied terechtgekomen waarin de lokale bevolking weinig met ze opheeft. De ene helft ziet ze als stelende bezetters en de andere helft vraagt zich af waar de door George W. Bush en Tony Blair beloofde modernisering blijft. Ze zijn boos en opstandig. De militairen zijn ervoor gewaarschuwd dat de echte agressors bermbommen gebruiken en explosieven die zo klein zijn dat ze in elk soort voorwerp verstopt kunnen zitten. Daarom zorgt een op straat achtergelaten colablikje er al voor dat ieders zenuwen op de proef worden gesteld. Bovendien is het zo goed als onmogelijk de kwaadaardige van de reguliere bevolking te onderscheiden omdat beide groepen er precies hetzelfde bijlopen. De lokale mensen hebben ook een heel ander rechtsgevoel dan de westerlingen. Wanneer zij een man uit Koeweit betrappen op het smokkelen van benzine, eisen ze dat de militairen hem ter plekke executeren. Dat doen ze niet, maar Gant geeft wel het order om de man een flinke lijfstraf toe te dienen om daarmee te voorkomen dat er rellen uitbreken onder de bloedzuchtige bevolking. De smokkelaar wordt naar een apart kamertje gebracht. De militairen moeten daar een voor een naar binnen om hem een pak rammel te geven. Gulliver bekent later aan Tate dat hij weliswaar naar binnen is gegaan, maar de man niets heeft aangedaan. Hij vindt dat niet tot zijn taak horen. Mark was juist als eerste gegaan om aan Quealey te bewijzen dat hij geen zacht ei is.
Hoewel een hoop mogelijke tekenen voor een aanval uitdraaien op loos alarm, wordt de Britse troep op een zeker moment daadwerkelijk aangevallen door met automatische geweren bewapende mannen. Een van de agressors komt aanrennen met een raketwerper. Soldaat Glynn (Barry Sloane) blijft verstijfd van angst in zijn jeep zitten, waardoor majoor Godber (Shaun Dingwall) naar hem toe rent en hem uit het voertuig wil sleuren. Op dat moment wordt er een raket op hen afgevuurd die van allebei de mannen niets overlaat. Hun doodskisten moeten leeg naar huis worden gestuurd omdat hun lichamen zo verkoold zijn dat er verder niets meer is om op te sturen. De manschappen krijgen opdracht om het gebied in te trekken om naar verdachten te zoeken en met harde hand de boodschap over te brengen dat het gebeurde niet wordt getolereerd. Daarbij pakken ze iedereen voor verhoor op die het minste of geringste verdachte gedrag vertoont. Ze gaan met de gevangenen op de foto terwijl die vastgebonden en met een zak over hun hoofd worden afgevoerd en schieten een hond dood omdat zijn geblaf ze irriteert. De gevangengenomen verdachten worden in stenen kamertjes gezet, waar ze met hun handen op de rug gebonden en met een jute zak over hun hoofd de nacht op hun knieën moeten doorbrengen. De militairen mogen hen niet zelf verhoren, maar moeten de verdachten daarvoor de volgende dag overdragen aan de militaire politie. Dit frustreert de manschappen omdat de mensen die zij zoeken tot voor kort een regime dienden waarin Saddam Hoessein iedereen liet martelen en vermoorden die ook maar verkeerd durfde te kijken. Daarom geeft Gant ze de opdracht het tot maar eens op eigen houtje te proberen. Deze keer wil Tate zich aan de bezigheden onttrekken omdat hij vindt dat Gulliver eerder groot gelijk had. Die haalt hem niettemin over om mee naar binnen te gaan omdat de rest van de militairen hem anders waarschijnlijk als een baksteen zal laten vallen en ze in een gebied zitten waar hij dan ten dode opgeschreven is. De volgende morgen wordt Sayid Ahmed (Ali Khalil) zwaar toegetakeld naar buiten gedragen en in coma opgenomen in het ziekenhuis. Gant vertelt zijn meerderen dat dit is gebeurd toen Khalil probeerde te vluchten en ze hem met geweld terug moesten halen. De diensttijd van zijn troep zit erop. Ze gaan allemaal terug naar Engeland.

### Deel 2: Thuis in Engeland
Gullivers vriendin Shelley (Naomi Bentley) en Tates familie moeten flink wennen aan de terugkeer van hun door hun ervaringen getekende verwanten. Tates moeder zag haar zoon als kind naar Irak vertrekken en hij blijkt als een zich volwassen voelende man teruggekomen. Gulliver blijkt een veel zwarter gevoel dan vroeger te hebben gehouden aan zijn tijd in dienst. Hij laat Shelley op zijn computer foto's zien die hij maakte tijdens de verhoren van Sayid Ahmed en Abdullah Omar waarvoor zij terugdeinst. Hij verklaart haar dat ze niet op vakantie waren maar in een oorlog zaten. Tate ziet beelden van de verhoren elke nacht langstrekken in nachtmerries. Tijdens het uitgaan vlucht hij de disotheek uit omdat hij gek wordt van de knipperende lichten. Gulliver blijft niettemin feesten en versiert een meisje met wie hij naar huis gaat. Wanneer hij later thuis in slaap valt in bed naast Shelley, hoort hij niet dat er een Sms-bericht binnenkomt op zijn telefoon. Shelley bekijkt dit en ziet dat het een naaktfoto met een bedankje en een niets verhullend berichtje is van het meisje met wie hij Gulliver vreemd is gegaan. Ze verlaat woest het huis en belt buiten meteen de politie om hen te vertellen over de foto's op Gullivers computer.
De volgende morgen valt de politie binnen bij Gulliver om zijn computer in beslag te nemen. Hij, Tate en heel hun troep van de Irakmissie worden opgepakt voor verhoor. Hun meerderen zijn ernstig verontwaardigd over de gebeurtenissen die op beeld zijn vastgelegd en willen de schuldigen voor de krijgsraad brengen. De afbeeldingen bewijzen dat er folteringen hebben plaatsgevonden die internationaal als oorlogsmisdaden worden gezien. Op Gullivers foto's zijn niettemin alleen hij, Tate en Gant herkenbaar in beeld. Omdat Tate en Gulliver tijdens verhoren geen betrokkenheid van anderen vermelden, dreigen zij samen overal voor op te draaien. Gant komt er vanaf met een tuchtmaatregel omdat het leger bang is dat hij anders zelf een klacht wegens laakbaar toezicht indient. De BBC is op dat moment bezig met een grootscheepse campagne om misstanden in de Irakoorlog aan de kaak te stellen en het Britse leger wil het gezichtsverlies zo veel mogelijk beperken. Tate en Gulliver krijgen de instructie om alles te bekennen en daarvoor straf te accepteren, waarna het leger voor ze zal zorgen. Gulliver is van plan hier gehoor aan te geven omdat hij weinig andere mogelijkheden voor zichzelf ziet in zijn toekomst met een met oorlogsmisdaden besmette naam. Tate krijgt daarentegen al een tijd meer en meer last van psychische problemen en is van plan alles te vertellen aan de rechter. Hij voelt zich geslachtofferd om iets waar hij minder mee te maken heeft dan een hoop anderen die vrijuit gaan. Zeker als blijkt dat Gant wél belastende verklaringen over hem en Gulliver heeft afgelegd in ruil voor een milde straf van 28 dagen geen privileges en £400,- boete. Tates heeft inmiddels zowel in zijn dromen als overdag flashbacks en hij blijft zich vies voelen, hoe vaak hij elke dag ook compulsief in bad gaat. Hij zoekt hier hulp voor bij de legerarts, maar die weigert hem te helpen en vertelt hem dat hij zijn klachten simuleert om straf te ontlopen. Wanneer Tate tijdens een wachtdienst dronken liedjes zingt en plat op de grond gaat liggen in de hoop dat dit ergens tegen helpt, wordt hij toch met ziekteverlof naar huis gestuurd. Daar sluit zijn moeder hem in haar armen, waarna hij boven in bad gaat zitten, een plastic zak over zijn hoofd trekt en zelfmoord pleegt.
Gulliver is diepbedroefd om de dood van zijn vriend. Hij ziet dat Gant er niet is tijdens Tates begrafenis en gaat daarom achteraf verhaal halen bij hem. Gant deelt Gulliver mee dat het zo nu eenmaal gaat als militair en dat er in de militaire wereld een andere soort gerechtigheid is dan in de buitenwereld. De verdachten die ze in Irak oppakten, blijken ook allemaal onschuldig te zijn geweest en inmiddels vrijgelaten. Tate heeft zelfmoord gepleegd vanwege een trauma dat hij volkomen onnodig opliep. Gulliver besluit geen schuld te bekennen, maar in plaats van zijn vriend het hele gebeurde voor de krijgsraad uit de doeken te doen. Hoewel hij en Tate ook niet vrijuit gaan in het geval van vernederingen en geweldplegingen, zijn ze niet verantwoordelijk geweest voor seksueel geweld dat bij de slachtoffers is geconstateerd en ook niet voor het in coma raken van Ahmed. Zij hebben Ahmed en Omar geslagen, over hen heen geplast en seksuele posities in scène gezet voor op de foto om ze te vernederen. Daarna zijn ze met de gevangenen naar de ernaast liggende ruimte gelopen, waar onder andere Gant en Quealey aan het huishouden waren. Zij sprongen op de rug van op de grond liggende gevangenen en Gant duwde ze met hun gezichten tegen schorpioenen aan. Ahmed werd hier zo bang van dat hij probeerde weg te rennen, maar hij werd buiten achterhaald door Gant. Die werd woedend omdat de ondercommandant had gezien dat een gevangene onder Gants gezag kon vluchten en draaide compleet door. Daarna schopte hij Ahmed net zo lang tegen zijn hoofd tot die in coma raakte. Gulliver vertelt daarbij dat majoor Rod Gilchrist (Alistair Petrie) dit wel degelijk moet hebben meegekregen, want Ahmed gegil klonk over het hele kamp.
Enige tijd na de rechtszaak wordt Gulliver naar de gevangenis gebracht. Zijn gezicht vertoont tekenen van zware mishandeling die hij tijdens zijn getuigenis nog niet had. Hij wordt alleen achtergelaten in zijn cel.

## Rolverdeling
- Gerard Kearns - Mark 'Treacle' Tate
- Matthew McNulty - Shane Gulliver
- Naomi Bentley - Shelley
- Elliot Cowan - Captain Worriss
- Brendan Coyle - Davey Gulliver
- Heather Craney - Brenda Tate
- Shaun Dingwall - Major Godber
- Shaun Dooley - Corporal Gant
- Leo Gregory - Lance Corporal Quealey
- Alistair Petrie - Major Rod Gilchrist
- Pip Torrens - Colonel Hampton
- Ali Khalil - Sayid Ahmed
- Dhaffer L'Abidine - Abdullah Omar
- Olivia Thompson - Nell Tate